# Impacto ambiental del hormigón

Demolición de las torres de refrigeración de la central eléctrica de Athlone, Ciudad del Cabo, Sudáfrica, 2010

El impacto ambiental del hormigón, su fabricación y sus aplicaciones es complejo de valorar y depende, por un lado, de los impactos directos de lo construido con ese hormigón, y por otro lado, de las emisiones de CO2. Entre el 4 y el 8 % de las emisiones mundiales totales de CO 2 provienen del hormigón. Muchos impactos dependen de las circunstancias. Un componente importante es el cemento, que tiene sus propios impactos ambientales y sociales, y contribuye en gran medida a los del hormigón.
Debe tenerse en cuenta que existen muchos tipos de hormigón, con diferentes composiciones y usos (para uso normal, de alta resistencia, ligero, autocompactante, etc.).
La industria del cemento es uno de los principales productores de dióxido de carbono, un gas de efecto invernadero que causa el calentamiento mundial. El hormigón también provoca daños en la capa más fértil de la tierra, la capa superficial del suelo, porque se utiliza para crear superficies duras que contribuyen a la escorrentía superficial, que puede causar erosión en el suelo, contaminación del agua e inundaciones. De forma totalmente opuesta, el hormigón es una de las herramientas más poderosas para el control adecuado de las inundaciones, mediante la construcción de represas y el desvío de las aguas pluviales, los flujos de lodo y similares. 
El hormigón de color claro puede reducir el efecto isla de calor, debido a su mayor albedo. Sin embargo, si se puede hacer, es preferible dejar la vegetación original, que genera fresco, retiene el agua y actúa como sumidero de carbono. Por otra parte, el polvo de hormigón liberado por la demolición de edificios y los desastres naturales puede ser una fuente importante de peligrosa contaminación atmosférica. 
La presencia de algunas sustancias en el hormigón puede causar problemas de salud debido a su toxicidad y, en algunos casos, a su radiactividad (que suele producirse de forma natural). El hormigón húmedo es altamente alcalino y siempre debe manipularse con el equipo de protección adecuado. El reciclaje de hormigón está aumentando como respuesta a una mayor conciencia ambiental, legislación y consideraciones económicas. En sentido contrario, el uso de hormigón reduce el empleo de materiales de construcción alternativos como la madera, que es una forma natural de secuestrar carbono.

## Polvo de hormigón
La demolición de edificios y los desastres naturales como los terremotos a menudo liberan una gran cantidad de polvo de hormigón a la atmósfera local. Tras el Gran terremoto de Hanshin-Awaji, se concluyó que el polvo de hormigón era la principal fuente de contaminación atmosférica peligrosa.

## Contaminación tóxica y radiactiva
La presencia de algunas sustancias en el hormigón, incluidos aditivos, tanto útiles como indeseados, puede provocar problemas de salud. Isótopos radiactivos naturales de los elementos químicos potasio, uranio, torio y radón (K, U, Th y Rn) pueden estar presentes en distintas concentraciones en las viviendas construidas con hormigón, dependiendo de la fuente de las materias primas utilizadas. Por ejemplo, algunas piedras emiten radón de forma natural, y el uranio alguna vez fue común en los desechos de las minas. También pueden utilizarse sustancias tóxicas de forma no intencionada como resultado de la contaminación procedente de un accidente nuclear.
El polvo de los escombros o del hormigón fragmentado tras la demolición o el desmoronamiento de edificaciones puede provocar graves problemas de salud, dependiendo también de lo que se haya incorporado al hormigón. Sin embargo, en algunos casos incluir en el hormigón materiales a priori nocivos puede resultar beneficioso. En algunos casos, la incorporación de ciertos compuestos, como metales, en el proceso de hidratación del cemento, los inmoviliza en un estado inofensivo y evita que se liberen.

## Emisiones de dióxido de carbono y cambio climático
La industria del cemento es uno de los 2 mayores productores de dióxido de carbono (CO2), generando hasta el 5 % de las emisiones mundiales de este gas, de las cuales el 50 % proviene de las reacciones químicas que dan lugar al cemento y el 40 %, de la quema de combustible para proporcionar el calor que necesitan estas reacciones. Se estima que el CO2 producido para la fabricación de hormigón estructural (que utiliza un 14 % de cemento) es de 410 kg/ m³ (~180 kg/tonelada considerando una densidad de 2,3 g/cm3). Estos 410 kg/ m³ se pueden reducir a 290 kg/m3 si un 30 % del cemento se sustituye por cenizas volantes en el cemento.
La emisión de CO2 de la producción de hormigón es directamente proporcional al contenido de cemento utilizado en la mezcla de hormigónː por cada tonelada de cemento se emiten 900 kg de CO2, lo que representa el 88 % de las emisiones asociadas a la mezcla de hormigón promedio.
La fabricación de cemento contribuye a la emisión de gases de efecto invernadero, tanto directamente a través de la descomposición térmica del carbonato de calcio en cal y dióxido de carbono, como a través del uso de energía, en particular de la quema de combustibles fósiles. Si toda la energía utilizada en la fabricación de cemento proviniera de fuentes renovables, las emisiones se reducirían sustancialmente.
Un aspecto del ciclo de vida del hormigón que merece la pena destacar es su muy bajo contenido energético (energía necesaria para fabricarlo) por unidad de masa. Esto se debe principalmente a que los materiales utilizados en la construcción con hormigón, como los áridos (arena), las puzolanas (piedras) y el agua, son relativamente abundantes y, a menudo, pueden obtenerse de fuentes locales. Esto significa que el transporte sólo representa el 7 % de este contenido energético del hormigón, mientras que la producción de cemento representa el 70 %. 
El hormigón tiene un contenido energético total de 1,69 gigajulios por tonelada, menor por unidad de masa que la mayoría de los materiales de construcción comunes, aparte de la madera. Sin embargo, las estructuras de hormigón suelen tener masas elevadas, por lo que esta comparación no siempre es directamente relevante para la toma de decisiones. Además, este valor se basa únicamente en proporciones de mezcla de hasta un 20 % de cenizas volantes. Se estima que una sustitución del 1 % del cemento por cenizas volantes representa una reducción del 0,7 % en el consumo energético. Algunas mezclas propuestas contienen hasta un 80 % de cenizas volantes, lo que podría representar un ahorro considerable de energía.
Un informe de 2022 del Boston Consulting Group concluyó que las inversiones en formas más ecológicas de cemento conducirían a mayores reducciones de gases de efecto invernadero, por dólar invertido, que las inversiones en muchas otras tecnologías ecológicas, aunque las inversiones en sucedáneos vegetales de carne animal generarían reducciones considerablemente mayores.

## Mitigación

### Mejoras de diseño
Existe un creciente interés en reducir las emisiones de dióxido de carbono relacionadas con el hormigón, tanto en el sector académico como en el industrial, especialmente con la posibilidad de una futura introducción de un impuesto sobre el carbono. Se han sugerido varios enfoques para reducir las emisiones.

#### Producción y utilización del cemento
Una razón por la que la fabricación de cemento produce tantas emisiones es porque la mezcla precursora del cemento debe calentarse a temperaturas muy elevadas para que se forme el clínker. En esto tiene una gran responsabilidad la alita (Ca3SiO5), un mineral presente en el hormigón que se cura —es decir, que alcanza un alto grado de dureza; ver reticulación y reacción de hidratación, no se está hablando de curar una enfermedad— en cuestión de horas después de su vertido (vertido del hormigón en un encofrado) y, por lo tanto, es responsable de gran parte de su resistencia inicial. Sin embargo, la alita también debe calentarse a 1 500 °C en el proceso de formación de clínker. 
Algunas investigaciones sugieren que la alita puede ser reemplazada por un mineral diferente, como la belita (Ca2SiO4). La belita también es un mineral ya utilizado en el hormigón. Tiene una temperatura de tostado de 1 200 °C, significativamente inferior a la de la alita. Además, la belita es más fuerte una vez que el hormigón se cura. Sin embargo, la belita tarda días o meses en fraguar completamente, lo que hace que el hormigón se debilite durante más tiempo. La investigación actual se centra en encontrar posibles aditivos, como el magnesio, que podrían acelerar el proceso de curado. También debe considerarse que la belita requiere más energía para molerla, lo que puede hacer que el impacto de todo su ciclo de vida sea similar o incluso mayor que el de la alita.
Otro enfoque ha sido la sustitución parcial del clínker convencional por alternativas como cenizas volantes, cenizas sólidas y escorias, todos ellos subproductos de otras industrias que de otro modo acabarían en vertederos. Las cenizas volantes y las sólidas proceden de las centrales termoeléctricas de carbón, mientras que la escoria es un residuo de los altos hornos de la industria siderúrgica. Estos materiales están ganando popularidad lentamente como aditivos, especialmente porque pueden aumentar potencialmente la resistencia, disminuir la densidad y prolongar la durabilidad del hormigón.
El principal obstáculo para mezclar en el hormigón más cenizas volantes y escorias puede ser el riesgo de construir con tecnología nueva que no haya sido expuesta a pruebas de campo prolongadas. Hasta que se introduzca un impuesto al carbono, las empresas no están dispuestas a correr el riesgo de utilizar nuevas recetas de mezclas de hormigón, aunque reduzcan las emisiones. Sin embargo, existen algunos ejemplos de hormigón “verde” y su implementación. Un ejemplo es una empresa de hormigón llamada Ceratech que ha comenzado a fabricar hormigón con un 95 % de cenizas volantes y un 5 % de aditivos líquidos. Otro es el puente I-35W Saint Anthony Falls, que se construyó con una novedosa mezcla de hormigón que incluía diferentes composiciones de cemento Portland, cenizas volantes y escoria según la parte del puente y los requisitos de propiedades del material.
Varias empresas emergentes están desarrollando y probando métodos alternativos de producción de cemento. Por ejemplo Sublime de Somerville (Massachusetts), utiliza un proceso electroquímico sin horno, y Fortera captura dióxido de carbono de plantas convencionales para fabricar un nuevo tipo de cemento. Blue Planet, de Los Gatos (California),  captura el dióxido de carbono emitido para producir con él hormigón sintético. CarbonCure Technologies de Halifax, Nueva Escocia, ha modernizado sus sistemas de mineralización de carbono en cientos de plantas de hormigón en todo el mundo, inyectando y almacenando permanentemente dióxido de carbono en el hormigón mientras se mezcla.
Además, la producción de hormigón requiere grandes cantidades de agua, y la producción mundial representa casi una décima parte del uso industrial de agua en todo el mundo. Esto equivale al 1,7 % de la extracción total de agua mundial. Un estudio publicado en Nature Sustainability en 2018 predice que la producción de hormigón aumentará en el futuro la presión sobre los recursos hídricos en regiones susceptibles a la sequía, y escribe: «En 2050, el 75 % de la demanda de agua para la producción de hormigón probablemente se producirá en regiones que se espera que experimenten estrés hídrico».

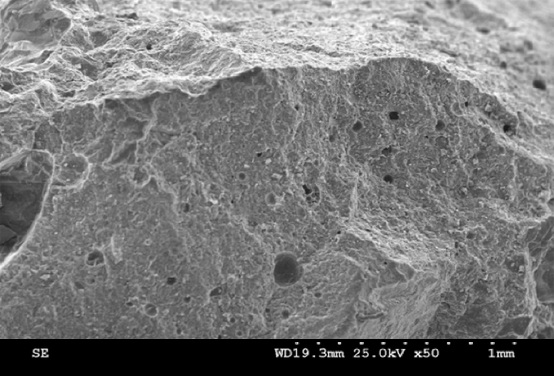
Estructuras porosas en el hormigón fresco y aire ocluido en el hormigón

La carbonatación es la formación de carbonatos. En el caso del cemento y el hormigón se forma carbonato de calcio (CaCO3) mediante una reacción química (carbonatación) que, si se utiliza en el hormigón, puede secuestrar dióxido de carbono. La velocidad de carbonatación depende principalmente de la porosidad del hormigón y de su contenido de agua. La carbonatación en los poros del hormigón ocurre solo cuando la humedad del aire (humedad relativa, HR) se encuentra entre el 40 y el 90 %: cuando la HR es superior al 90 %, el dióxido de carbono no puede entrar en los poros del hormigón, y cuando es inferior al 40 %, no puede disolverse en agua.
Existen 2 métodos principales para carbonatar el hormigón: carbonatación por meteorización y carbonatación temprana.
La carbonatación por meteorización se produce en el hormigón cuando los compuestos de calcio reaccionan con el dióxido de carbono ({\displaystyle {\ce {CO2}}}) de la atmósfera y el agua ({\displaystyle {\ce {H2O}}}) en los poros del hormigón. La reacción es la siguiente. En primer lugar, a través de la meteorización, el CO2 reacciona con el agua en los poros del hormigón para formar ácido carbónico:
{\displaystyle {\ce {CO2 + H2O <=> H2CO3}}}
Seguidamente el ácido carbónico reacciona con el hidróxido de calcio para dar carbonato de calcio y agua:
{\displaystyle {\ce {Ca(OH)2 + H2CO3 <=> CaCO3 + 2H2O}}}
Después de que el hidróxido de calcio (Ca(OH)2) se ha carbonatado lo suficiente, el componente principal del cemento, el silicato cálcico hidratado (CSH por sus siglas en inglés, que no son una fórmula química), se puede descalcificar, es decir, hacer que libere óxido de calcio ({\displaystyle {\ce {CaO}}}), que a su vez se puede carbonatar:
{\displaystyle {\ce {H2CO3 + CaO <=> CaCO3 + H2O}}}
La carbonatación temprana ocurre cuando se introduce CO2 en las primeras etapas del hormigón premezclado, fresco o durante el curado inicial, lo que puede acontecer de forma natural exponiendo el hormigón al aire, o acelerarse artificialmente aumentando la toma de CO2 por parte del hormigón.
El dióxido de carbono gaseoso se convierte en carbonatos sólidos y puede quedar capturado permanentemente en el hormigón. Las reacciones del CO2 y el silicato cálcico hidratado (CSH) en el cemento se describieron en 1974 en la notación química del cemento (CCN por sus siglas en inglés) como:
{\displaystyle {\ce {C3S + 3CO2 + H2O -> CSH + 3CaCO3 + 347 kJ/mol}}}
{\displaystyle {\ce {C2S + 2CO2 + H2O -> CSH + 2CaCO3 + 184 kJ/mol}}}
Una empresa canadiense patentó y comercializó una novedosa tecnología que utiliza la carbonatación temprana para secuestrar CO2. Esto se logra inyectando directamente dióxido de carbono líquido procedente de grandes emisores (por ejemplo, centrales térmicas) en la etapa de mezcla húmeda del hormigón. El CO2 se mineraliza, quedando así retenido este compuesto de efecto invernadero en infraestructuras de hormigón durante largos períodos de tiempo.
En un estudio publicado en el Journal of Cleaner Production (Revista para una producción más limpia), los autores crearon un modelo que muestra que el CO2 así secuestrado mejora la resistencia a la compresión del hormigón a la vez que reduce las emisiones, lo que permite una reducción de la carga de cemento en el hormigón y, al mismo tiempo, una «reducción del 4,6 % en la huella de carbono».
Otro método propuesto para capturar emisiones de gases de efecto invernadero es absorber CO2 durante el proceso de curado mediante el uso de un aditivo — concretamente un silicato dicálcico en fase 𝛾. El uso de cenizas volantes u otro sustituto adecuado podría, teóricamente, reducir las emisiones de CO2 por debajo de cero (emisiones negativas), en comparación con las emisiones del hormigón de cemento Portland (400 kg/ m³). El método más eficaz para producir este hormigón de emisiones negativas sería utilizar los gases de escape de una central eléctrica, donde una cámara aislada podría controlar la temperatura y la humedad.
En agosto de 2019 se anunció un cemento con reducción de CO2 que «reduce la huella de carbono general del hormigón prefabricado en un 70 %». La base de este cemento es principalmente wollastonita ({\displaystyle {\ce {CaSiO3}}}) y rankinita ({\displaystyle {\ce {3CaO. 2SiO2}}}), a diferencia del cemento Portland tradicional, a base de alita ({\displaystyle {\ce {3CaO. SiO2}}}). 
El proceso patentado de fabricación de hormigón con emisiones reducidas comienza con la unión de partículas a través de la sinterización en fase líquida, también denominada "densificación reactiva hidrotermal en fase líquida" (rHLPD por sus siglas en inglés). Una solución de agua y CO2 penetra en las partículas, reaccionando en condiciones ambientales para formar un enlace que crea cemento de silicato de calcio no hidráulico, con cal reducida (CSC). La diferencia entre el hormigón tradicional con cemento Portland y estos hormigones de silicato de calcio carbonatado (CSC-C) radica en la reacción del proceso de curado final entre una solución agua- CO2 y una familia de silicatos de calcio. Según un estudio de un cemento de emisiones reducidas, llamado Solidia, «el curado del CSC-C es una reacción ligeramente exotérmica en la que los silicatos de calcio con bajo contenido de cal del CSC reaccionan con CO2 en presencia de agua para producir calcita (CaCO3) y sílice (SiO
2) de la siguiente manera:
{\displaystyle {\ce {CaSiO3 + CO2 -> CaCO3 + SiO2}}}
Los métodos de carbonatación temprana han ganado reconocimiento por sus importantes capacidades de secuestro de carbono. Sin embargo, algunos autores han argumentado que el efecto del curado por carbonatación temprana posteriormente puede sucumbir a la carbonatación por meteorización. Por ejemplo, un artículo de 2020 afirma: «Los resultados experimentales sugieren que los hormigones carbonatados tempranamente con relaciones agua/cemento elevadas (>0,65) tienen más probabilidades de verse afectados por la carbonatación por meteorización». El artículo advierte que esto puede debilitar la resistencia del hormigón durante su vida útil.
Otro aspecto a considerar en el hormigón de carbono es la descamación de la superficie debido a las condiciones climáticas frías y a la exposición a sales anticongelantes y a ciclos de congelación y descongelación (meteorización por heladas). El hormigón producido mediante curado por carbonatación también muestra un rendimiento superior cuando se somete a degradaciones físicas, por ejemplo, daños por congelación y descongelación, en particular debido a un efecto de densificación de poros habilitado por la precipitación de productos de carbonatación.

#### Fotocatálisis para reducir el smog
La empresa italiana Italcementi diseñó un tipo de cemento que supuestamente reduce la contaminación del aire al descomponer los contaminantes que entran en contacto con el hormigón producido con este cemento, mediante dióxido de titanio, que absorbe la luz ultravioleta y propicia con ello reacciones que descomponen contaminantes. Sin embargo, algunos expertos medioambientales siguen siendo escépticos y se preguntan si este material especial puede "comerse" los suficientes contaminantes como para resultar económicamente viable. La Iglesia del Jubileo en Roma está construida con este tipo de hormigón.
El dióxido de titanio (TiO2), un material semiconductor que ha demostrado exhibir un comportamiento fotocatalítico, se ha utilizado para eliminar óxidos de nitrógeno (denominados NOx y también NxOy) de la atmósfera. Hay 6 óxidos de nitrógeno, cada uno con varios nombres. Por ejemplo, el N2O se llama monóxido de dinitrógeno, óxido de nitrógeno (I), óxido nitroso y anhídrido hiponitroso. El óxido nítrico y el dióxido de nitrógeno son gases que, si se liberan a la atmósfera, contribuyen a la formación de lluvia ácida y esmog (castellanización del inglés smog admitida por la RAE). Dado que la formación de NOx sólo ocurre a altas temperaturas, los óxidos de nitrógeno se producen típicamente como subproducto de la combustión de hidrocarburos, por ejemplo en los motores de vehículos. 
Además de contribuir a la contaminación de las ciudades, se ha demostrado que los NOx dañan la salud y el medio ambiente de múltiples formas, incluyendo el desencadenamiento de dificultad respiratoria (disnea), la reacción con otras sustancias químicas atmosféricas para formar productos nocivos como ozono, nitroarenos y radicales nitrato, y la contribución al efecto invernadero. La Organización Mundial de la Salud (OMS) ha recomendado una concentración máxima de NOx de 40 μg/ m3 (microgramos por metro cúbico de aire). Una de las vías que se han propuesto para disminuir las concentraciones de NOx, especialmente en entornos urbanos, es utilizar TiO2 fotocatalítico mezclado con hormigón para oxidar NO y NO2 y formar nitrato. En presencia de luz, el TiO2 genera electrones y huecos que permiten que el NO se oxide a NO2, y luego el NO2 a HNO3 (ácido nítrico) a través de un ataque de de radicales hidroxilo. Las reacciones de adsorción de moléculas se detallan a continuación:
O2 + ⬚ → Oadsorbido
H2O + ⬚ → H2Oadsorbido
NO + ⬚ → NOadsorbido
NO2 + ⬚ → NO2adsorbido
La generación de huecos y electrones mediante la activación del TiO2 se esquematiza del modo siguiente:
TiO2 + hν → e− + h+
Atrapamiento de electrones/huecos:
h+ + H2Oadsorbida → OH· + H+
e− + O2adsorbido → O2−
Ataque de radicales hidroxilo:
NOadsorbido + OH· → HNO2
HNO2 + OH· → NO2adsorbido + >H2O
NO2adsorbido + OH· → NO3− + H+
Recombinación de electrones y huecos:
e− + h+ → calor
Otra ruta para la oxidación del nitrógeno utiliza la radiación UV para formar NO3.

#### Células solares integradas
Se ha propuesto el uso de células solares sensibilizadas con colorante integradas en el hormigón como método para reducir la huella de carbono de los edificios. El uso de estas células solares permite la generación de energía por la propia superficie exterior de la edificación, que si se combinara con baterías, proporcionaría energía constante día y noche (dependiendo de la cantidad de células solares, el grado de insolación y el consumo energético). La capa superior del hormigón sería una fina capa de células solares sensibilizadas con colorante. Estas células son particularmente atractivas debido a su facilidad de producción en masa, ya sea mediante impresión en rollo o pintura, y una eficiencia razonablemente alta al transformar en electricidad el 10 % de la energía solar que incide sobre ellas. Un ejemplo de la comercialización de este concepto es la empresa alemana Discrete, que produce un hormigón con estas células. Su proceso utiliza un método de recubrimiento por pulverización para aplicar tintes orgánicos que generan electricidad sobre el hormigón.

#### Almacenamiento de energía
El almacenamiento de energía se ha convertido en fundamental para muchos métodos de generación de energía renovable como la energía solar o eólica, los cuales son productores de energía intermitentes (generan electricidad cuando brilla el sol o sopla el viento) que requieren almacenamiento para poder aprovecharse de un modo constante. 
En la actualidad, el 96 % del almacenamiento de energía del mundo proviene de centrales hidroeléctricas reversibles (también llamadas "centrales de bombeo") que, cuando "sobra" electricidad renovable, la utilizan para hacer subir agua a una presa elevada y luego, cuando falta, dejan caer el agua para mover turbinas hidráulicas. Sin embargo, las centrales de bombeo requieren geografías específicas que pueden ser difíciles de encontrar, especialmente en países llanos. Un concepto similar que utiliza cemento en lugar de agua ha sido implementado por Energy Vault (literalmenteː cofre de energía), una startup suiza. Crearon una instalación que utiliza una grúa eléctrica rodeada de pilas de bloques de hormigón de 35 toneladas, que pueden producirse a partir de productos de desecho, para almacenar energía. Cuando "sobra" electricidad, se emplea para levantar los bloques, y cuando falta, se permite que los bloques caigan lentamente, haciendo girar una dinamo (generador eléctrico), que inyecta energía en la red eléctrica. La instalación tendría una capacidad de almacenamiento de entre 25 y 80 megavatios hora MWh.

#### Otras mejoras
Para el hormigón se han propuesto otras mejoras con impacto medioambiental no directamente relacionadas con las emisiones. Recientemente se han realizado muchas investigaciones sobre hormigones “inteligentes”, que utilizan señales eléctricas y mecánicas para responder a cambios en las condiciones de carga. Una variedad emplea un refuerzo de fibra de carbono que proporciona una respuesta eléctrica, la cual puede utilizarse para medir la tensión a la que está sometida la construcción. Esto permite controlar la integridad estructural del hormigón sin instalar sensores.
La industria de construcción y mantenimiento de carreteras consume toneladas de hormigón de alta intensidad de emisión cada día para el mantenimiento de las carreteras y la infraestructura urbana. A medida que las poblaciones crecen, esta infraestructura se vuelve cada vez más vulnerable al impacto de los vehículos, lo que crea un ciclo cada vez mayor de daños, desechos de las infraestructuras dañadas por el tráfico y un consumo cada vez mayor de hormigón para reparaciones. Un avance importante en la industria de infraestructura implica el uso de residuos de petróleo reciclados para proteger el hormigón contra daños y permitir que la infraestructura se vuelva dinámica, capaz de mantenerse y actualizarse fácilmente sin alterar los cimientos existentes. Esta innovación teóricamente preserva los cimientos durante toda la vida útil de una edificación.
Otro ámbito de investigación del hormigón es el denominado hormigón “sin agua” para su uso en la colonización extraplanetaria. Lo más común es que estos hormigones utilicen azufre como aglutinante no reactivo, lo que permite la construcción de estructuras de hormigón en entornos con poca agua o ninguna. Estos hormigones son, en muchos aspectos, indistinguibles del hormigón hidráulico normal: tienen densidades similares, pueden armarse (hormigón armado) y, de hecho, ganan resistencia más rápidamente que el hormigón normal. Su aplicación aún está por explorar en la Tierra, pero como la producción de hormigón representa hasta 2 tercios del consumo total de energía de algunos países en desarrollo, vale la pena considerar cualquier mejora.

### Cambios en el uso
El hormigón es uno de los materiales de construcción artificiales más antiguos del mundoː hay pruebas de su uso que se remontan a hace más de 8 000 años. A lo largo de los años, se han impuesto significativas limitaciones ambientales a la fabricación y el uso del hormigón debido a su huella de carbono. Los fabricantes respondieron a estas limitaciones modificando los procesos de producción del hormigón y reciclando escombros de hormigón para utilizarlos como grava en nuevas mezclas, reduciendo así las emisiones. El hormigón ha pasado de depender solamente de recursos naturales a emplear muchos materiales previamente fabricados. Numerosas empresas de construcción y fabricantes de hormigón han reducido el uso de cemento Portland en sus mezclas debido a que su proceso de producción emite cantidades significativas de gases de efecto invernadero.

### Alternativas al hormigón
Existen muchas alternativas al hormigón. Una de ellas es el hormigón verde, que se produce a partir de materiales de desecho reciclados de diversas industrias. Otra es el Ashcrete (de ash, ceniza, y concrete, hormigón), un material elaborado a partir de una mezcla de cal y agua que actúa de forma similar al cemento. La escoria de horno negro también es una alternativa fuerte hecha a partir de escoria de hierro fundido, junto con micro sílice, papel reciclado, cemento compuesto y vidrio reciclado.
Dependiendo de las cantidades requeridas o utilizadas en general y de las cantidades necesarias, en combinación con otros materiales, para la estabilidad estructural de cada edificio, muchos otros materiales también tienen un impacto negativo sustancial sobre el medio ambiente. Por ejemplo, mientras la investigación y el desarrollo para reducir estas emisiones están en curso, el acero representó aproximadamente el 8 % de las emisiones totales de gases de efecto invernadero del mundo en 2021.

#### Arcilla
Las mezclas de arcilla son un material de construcción alternativo al hormigón que tiene una menor huella ambiental. En 2021, se completó el primer prototipo de casa impresa en 3D, Tecla, impresa a partir de tierra y agua de origen local, así como fibras de cáscaras de arroz y un aglutinante. Estos edificios podrían ser muy económicos, estar bien aislados, ser estables y resistentes a la intemperie, adaptarse al clima, ser personalizables, producirse rápidamente, requerir muy poca mano de obra fácilmente aprendible, consumir menos energía, producir muy pocos desechos y reducir las emisiones de carbono del hormigón.

## Escorrentía superficial
La escorrentía superficial, cuando el agua se desliza sobre superficies impermeables, como el hormigón no poroso, puede provocar una grave erosión del suelo e inundaciones. Las escorrentías urbanas tienden a recoger gasolina, aceite de motor, metales pesados, basura y otros contaminantes de las aceras, carreteras y estacionamientos. Sin atenuación, la cubierta impermeable de una zona urbana típica limita la infiltración del agua de lluvia en el terreno y provoca una cantidad de escorrentía 5 veces mayor que la generada por un bosque típico del mismo tamaño. Un informe de 2008 del antiguo Consejo Nacional de Investigación de los Estados Unidos (ahora un órgano de las Academias Nacionales de Ciencias, Ingeniería y Medicina, NASEM por sus siglas en inglés) identificó la escorrentía urbana como una de las principales fuentes de problemas de calidad del agua.
En un intento por contrarrestar los efectos negativos del hormigón impermeable, muchos nuevos proyectos de pavimentación han comenzado a utilizar hormigón permeable, que proporciona un nivel de gestión automática de las aguas pluviales. El hormigón permeable se crea mediante la colocación cuidadosa de hormigón con proporciones de agregado específicamente diseñadas, lo que permite que la escorrentía superficial se infiltre en el terreno y se vuelva agua subterránea. Esto evita inundaciones y contribuye a la reposición de los acuíferos. Si se diseñan y colocan en capas correctamente, el hormigón permeable y otras áreas pavimentadas discretamente (es decir, no de forma continua) también pueden funcionar como un filtro de agua automático al evitar que ciertas sustancias dañinas, como aceites y otros productos químicos, pasen a través de ellos. Lamentablemente, las aplicaciones a gran escala del hormigón permeable aún presentan desventajas: su resistencia reducida en relación con el hormigón convencional limita su uso a áreas de baja carga, y debe colocarse correctamente para reducir la susceptibilidad a daños por congelación y descongelamiento y la acumulación de sedimentos.

## Calor urbano
Tanto el hormigón como el asfalto son los principales contribuyentes a lo que se conoce como el efecto isla de calor. Según el Departamento de Asuntos Económicos y Sociales de las Naciones Unidas, el 55 % de la población mundial vive en zonas urbanas y se estima que en 2050 el 68 % de la población mundial será urbana. Además «se prevé que el mundo añada 230 000 millones de m2 de edificios en 2060, o una superficie equivalente a todo el parque inmobiliario mundial de 2018. Esto equivale a añadir una ciudad de Nueva York entera al planeta cada 34 días durante los próximos 40 años». Este fuerte incremento de las superficies pavimentadas provocará un importante consumo adicional de energía (en aire acondicionado de las viviendas que las circundan) y la consecuente contaminación del aire.
El potencial de ahorro energético dentro de una zona también es alto. Con temperaturas más bajas, la demanda de aire acondicionado disminuye, ahorrando energía. Sin embargo, las investigaciones sobre la interacción entre los pavimentos reflectantes y los edificios han descubierto que, a menos que los edificios cercanos estén equipados con vidrio reflectante, la radiación solar reflejada en los pavimentos puede aumentar las temperaturas de los edificios, incrementando así las demandas de aire acondicionado.
Además, la transferencia de calor de los pavimentos, que cubren aproximadamente un tercio de una ciudad típica de Estados Unidos, también puede influir en las temperaturas locales y la calidad del aire. Las superficies calientes elevan la temperatura del aire de la ciudad a través de convección, por lo que el uso de materiales que absorben menos energía solar, como pavimentos de alto albedo, puede reducir el flujo de calor hacia el entorno urbano y moderar el efecto isla de calor. Los albedos varían entre aproximadamente 0,05 y aproximadamente 0,35 para las superficies de los materiales de pavimento utilizados actualmente. A lo largo de una vida útil típica, los materiales de pavimento que comienzan con un albedo alto tienden a perder reflectancia, mientras que aquellos con un albedo inicial bajo pueden ganarla.
La Fundación para el Diseño de Espacios Públicos (Design Trust for Public Space) descubrió que, aumentando ligeramente el valor del albedo del pavimento en la ciudad de Nueva York, se podrían lograr efectos beneficiosos como ahorros de energía, mediante la sustitución del asfalto negro por hormigón de color claro. Sin embargo, en invierno esto puede ser una desventaja, ya que el hielo se formará más fácilmente y permanecerá más tiempo en superficies de color claro, porque estarán más frías al absorber menos energía de la luz solar.
Otro aspecto que debe considerarse es el confort térmico, así como la necesidad de más estrategias de mitigación que no amenacen la salud y el bienestar de los peatones, particularmente durante las olas de calor. Un estudio que apareció en Building and Environment en 2019 realizó experimentos para proyectar el impacto de las olas de calor y las interacciones de materiales de alto albedo en la ciudad de Milán, en el norte de Italia. Mediante el cálculo del “Índice de confort exterior mediterráneo” (MOCI por sus siglas en inglés) en presencia de una ola de calor, y la utilización demateriales de alto albedo en todas las superficies. El estudio identificó un deterioro del microclima en las zonas con grandes cantidades de materiales de alto albedo. Se halló que el uso de materiales de alto albedo «conduce al establecimiento de múltiples interreflexiones y un consiguiente aumento de las variables micrometeorológicas, como las temperaturas radiantes medias y las temperaturas del aire. Para ser más detallados, estos cambios conducen a un aumento del MOCI que en las horas de la tarde puede incluso alcanzar 0,45 unidades».
Las configuraciones urbanas generales deben seguir teniéndose en cuenta a la hora de tomar decisiones, ya que las personas están expuestas a condiciones climáticas y de confort térmico. El uso de materiales de alto albedo en un entorno urbano puede tener un efecto positivo con una combinación adecuada de otras tecnologías y estrategias como: vegetación, materiales reflectantes, etc. Las medidas de mitigación del calor urbano podrían minimizar los impactos en el microclima, así como en los hábitats humanos y de vida silvestre.

## Precauciones en el manejo

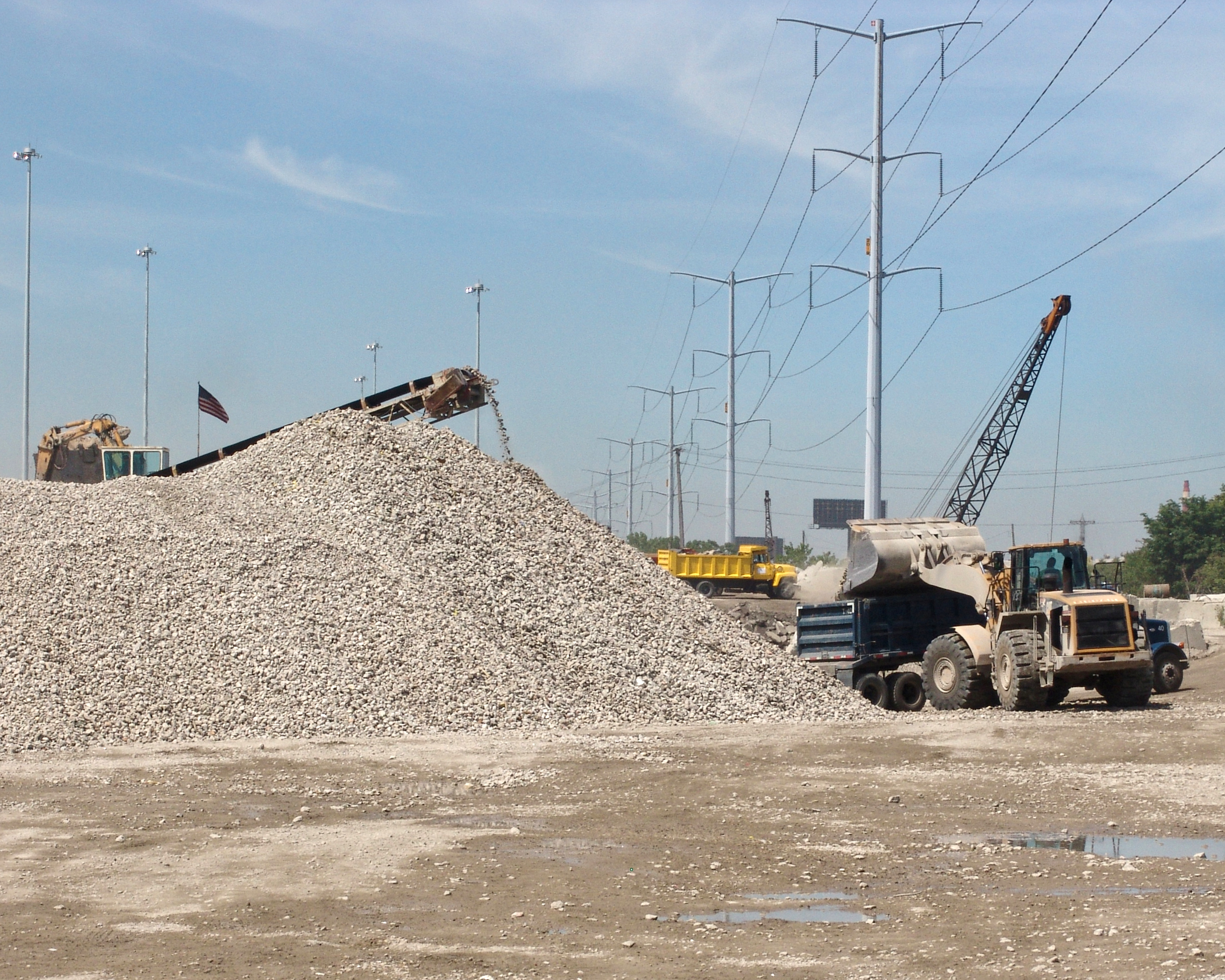
Hormigón triturado reciclado que se carga en un camión semirremolque para su uso como relleno granular

El manejo del hormigón húmedo debe realizarse siempre con el equipo de protección adecuado. El contacto con el hormigón húmedo puede provocar quemaduras químicas en la piel debido a la naturaleza cáustica de la mezcla de cemento y agua (incluida el agua de lluvia). De hecho, el pH del de la solución de cemento y agua es altamente alcalino (pH ~ 13,5) debido a la presencia de hidróxidos de potasio y sodio libres. Los ojos, manos y pies deberán protegerse correctamente para evitar cualquier contacto directo con el hormigón húmedo y lavarse sin demora si es necesario.

## Reciclaje del hormigón
El reciclaje del hormigón es cada vez más común cuando son demolidas estructuras de este material. Antes se vertían los escombros directamente en los basureros, pero ahora está aumentando el reciclaje debido a la mayor conciencia ambiental, la normativa protectora y los beneficios económicos. 
El hormigón, que debe estar libre de basura, madera, papel y otros materiales similares, se recoge de los lugares de demolición y se pasa por una trituradora, a menudo junto con asfalto, ladrillos y rocas.
El hormigón armado contiene acero corrugado y otros elementos metálicos, que se retiran con imanes y se reciclan en otro lugar. Los fragmentos agregados restantes se ordenan por tamaño. Los trozos más grandes pueden pasar nuevamente por la trituradora. Se utilizan trozos más pequeños de hormigón como grava para nuevos proyectos de construcción. La grava como base se coloca como la capa más baja de una carretera, con hormigón fresco o asfalto encima. El hormigón reciclado triturado a veces se puede utilizar como agregado seco para hormigón nuevo si está libre de contaminantes, aunque el uso de hormigón reciclado limita la resistencia y no está permitido en muchas jurisdicciones. El 3 de marzo de 1983, un equipo de investigación (VIRL research.codep) estimó que casi el 17 % del volumen depositado en los vertederos del mundo eran desechos al menos en parte de hormigón.